# Бонавита (Месина)
Бонавита је насеље у Италији у округу Месина, региону Сицилија.
Према процени из 2011. у насељу је живело 83 становника. Насеље се налази на надморској висини од 509 м.